# Rhaphuma insignaticollis
Rhaphuma insignaticollis là một loài bọ cánh cứng trong họ Cerambycidae.